# Shadow Hours
Pour plus de détails, voir Fiche technique et Distribution.
Shadow Hours ou Heures sombres (traduit au Québec), est un thriller américain réalisé par Isaac H. Eaton, sorti en 2000.

## Synopsis
Michael Holloway (Balthazar Getty) est un salarié qui travaille dans une station service, tentant de décrocher de sa situation d'« accro au travail » et de soutenir sa femme enceinte, Chloe (Rebecca Gayheart). Il est ensuite projeté dans les bas-fonds de Los Angeles par Stuart (Peter Weller), un étranger mystérieux et riche...

## Fiche technique
- Titre : Shadow Hours
- Titre québécois : Heures sombres
- Accroche : Vous pensiez avoir tout vu, le pire reste à venir
- Réalisateur : Isaac H. Eaton
- Scénario : Isaac H. Eaton
- Musique : Brian Tyler
- Décors : Francis J. Pezza
- Directeur de la photo : Frank Byers
- Produit par Peter McAlevey et Isaac H. Eaton
- Genre : Thriller et drame
- Sortie : 
  -  France : 17 juillet 2000
- Film interdit aux moins de 12 ans en France.

## Distribution
- Balthazar Getty : Michael Holloway
- Peter Weller : Stuart Chappell
- Rebecca Gayheart : Chloe Holloway
- Peter Greene : Det. Steve Andrianson
- Frederic Forrest : Sean
- Brad Dourif : Roland Montague
- Michael Dorn : Det. Thomas Greenwood
- Corin Nemec : Vincent
- Johnny Whitworth : Tron
- Arroyn Lloyd : Mickey
- Clayton Landey : Annoucer
- Richard Moll : Homeless Man
- Julie Brown : Speaker
- Chris Doyle : Sweeny
- Tane McClure : Keesha, la prostituée blonde
- Cheryl Dent : Serena, la prostituée brune
- Sonny King : Menager Nude Bar
- Benjamin Lum : Mr. Ming
- Steve Hulin : Willie Wilson
- Mark Ginther : Eli Houston
- Monty Freeman : Premier travesti
- De'voreaux White : Deuxième travesti
- Joseph Reilich : Troisième travesti